# Kecamatan Tanjungbunga
Kecamatan Tanjungbunga är ett distrikt i Indonesien.   Det ligger i provinsen Jawa Barat, i den sydöstra delen av landet, 1 800 km öster om huvudstaden Jakarta.